# Flora degli Stati Uniti d'America
La flora nativa degli Stati Uniti comprende circa 17.000 specie di piante vascolari, oltre a decine di migliaia di specie aggiuntive di altri gruppi di piante e organismi simili alle piante, come alghe, licheni e altri funghi e muschi . Negli Stati Uniti sono documentate circa 3.800 specie aggiuntive di piante vascolari alloctone, stabilitesi al di fuori delle coltivazioni, oltre a un numero molto più ridotto di piante non vascolari non autoctone e di organismi affini. La flora statunitense è una delle flore temperate più variegate al mondo, paragonabile solo a quella della Cina.
Diversi fattori biogeografici hanno contribuito alla ricchezza e alla diversità della flora degli Stati Uniti. Mentre la maggior parte degli Stati Uniti ha un clima temperato, l'Alaska ha vaste zone artiche, la parte meridionale della Florida è tropicale, così come le Hawaii (comprese le alte montagne) e i territori statunitensi nei territori dei Caraibi e nel territorio del Pacifico, e le vette alpine sono presenti su molte montagne occidentali, così come su alcune nel territorio Nord-Est.
La costa degli Stati Uniti confina con tre oceani: l'Atlantico (e il Golfo del Messico ), l'Artico e il Pacifico. Infine, gli Stati Uniti condividono ampi confini con Canada e Messico e sono relativamente vicini alle Bahamas, a Cuba e ad altre isole caraibiche, nonché all'estremità orientale dell'Asia.
Esistono anche foreste pluviali e alcuni dei deserti più aridi del mondo.
La flora nativa del territorio statunitense ha reso disponibile al mondo una innumerevole quantità piante orticole e agricole, per lo più ornamentali, come il corniolo americano, Cercis canadensis, Kalmia latifolia, il cipresso calvo, la magnolia grandiflora e la robinia, ora coltivate nelle regioni temperate di tutto il mondo, ma anche varie piante alimentari come mirtilli, lamponi neri, mirtilli rossi, l'acero da sciroppo, noci pecan, pino di Monterey e vari alberi da legname.
Alcune piante presenti sul territorio degli Stati Uniti, come Franklinia alatamaha, sono estinte o sono estinte in natura; altre, come Micranthemum micranthemoides, non sono state segnalate per decenni, ma potrebbero non essere estinte. Migliaia di altre piante vascolari autoctone degli Stati Uniti sono considerate rare, minacciate o in via di estinzione, sia a livello globale sia a livello regionale.

## Alcuni importanti botanici che hanno studiato e pubblicato sulla flora degli Stati Uniti
- John Clayton (1694–1773)
- John Bartram (1699–1777)
- Carl Linnaeus (1707–1778)
- Peter Kalm (1716–1779)
- William Bartram (1739–1823)
- André Michaux (1746–1802)
- William Clark (1770–1838)
- Meriwether Lewis (1774–1809)
- Frederick Traugott Pursh (1774–1820)
- Alphonse Louis Pierre Pyramus de Candolle (1778–1841)
- Constantine Samuel Rafinesque (1783–1840)
- Thomas Nuttall  (1786–1859)
- John Torrey (1796–1873)
- George Engelmann (1809–1884)
- Asa Gray (1810–1888)
- George Vasey (1822–1893)
- Sereno Watson (1826–1892)
- Charles Sprague Sargent (1841–1927)
- Edward Lee Greene (1843–1915)
- John Merle Coulter (1851–1928)
- Marcus Eugene Jones (1852–1934)
- Liberty Hyde Bailey (1858–1954)
- Nathaniel Lord Britton (1859–1934)
- Aven Nelson (1859–1952)
- Per Axel Rydberg (1860–1931)
- Alfred Rehder (1863–1949)
- Albert Spear Hitchcock (1865–1935)
- Charles Piper (1867–1926)
- Willis Lynn Jepson (1867–1946)
- John Kunkel Small (1869–1938)
- Mary Agnes Chase (1869–1963)
- Merritt Lyndon Fernald (1873–1950)
- LeRoy Abrams (1874–1956)
- Henry Allan Gleason (1882–1975)
- Paul Carpenter Standley (1884–1963)
- Edgar Theodore Wherry (1885–1982)
- Earl Edward Scherff (1886–1966)
- Emma Lucy Braun (1889–1971)
- Philip Alexander Munz (1892–1974)
- Harold St. John (1892–1991)
- Eric Hultén (1894–1981)
- Ivan Murray Johnston (1898–1960)
- Charles Leo Hitchcock (1902–1986)
- Frederick Joseph Hermann (1906–1987)
- George Ledyard Stebbins (1906–2000)
- Elbert Luther Little, Jr. (1907–2004)
- Julian Alfred Steyermark (1909–1988)
- Lyman David Benson (1909–1993)
- Reed Clark Rollins (1911–1998)
- Rupert Charles Barneby (1911–2000)
- Albert Ernest Radford (1918–2006)
- Warren Herbert Wagner (1920–2000)
- William Alfred Weber (b. 1918)
- Arthur Cronquist (born 1919–1992)
- Ronald Leighton McGregor (born 1919)
- Carlyle August Luer (born 1922)
- Robert Kral (born 1926)
- Stanley Larson Welsh (born 1928)
- George William Argus (born 1929)
- Edward Groesbeck Voss (1929–2012)
- James Lauritz Reveal (1941–2015)
- Anton Alfred Reznicek (born 1950)
- Warren Lambert Wagner (born 1950)
- Barbara Jean Ertter (born 1953)
- John Thomas Kartesz